# كمال أباد بايين (مشهد ميقان)
کمال أباد بایین (بالفارسية: کمال‌آباد پائین) هي قرية تقع في إيران في قسم مشهد میقان الريفي. يقدر عدد سكانها بـ 280 نسمة .